# Crispina Correia
Crispina Inès Andrade Correia (ur. 5 listopada 1975 w Praia) – koszykarka z Republiki Zielonego Przylądka, uczestniczka mistrzostw Afryki 2005 i 2007.
Podczas mistrzostw w 2005 roku, reprezentacja Republiki Zielonego Przylądka zajęła siódme miejsce. Podczas tego turnieju, Correia wystąpiła w pięciu meczach, w których zdobyła 62 punkty. Zanotowała także osiem przechwytów, siedem asyst, siedem bloków, dziewięć zbiórek ofensywnych i 44 zbiórki defensywne. Ponadto ma na swym koncie także 22 straty i 14 fauli. W sumie na parkiecie spędziła około 146 minut.
Na następnych mistrzostwach Afryki (które odbyły się w Senegalu), reprezentacja tego kraju (z Correią w składzie), zajęła dziewiąte miejsce. Koszykarka ta wystąpiła w siedmiu meczach, zdobywając 127 punktów. Zanotowała 18 asyst, dziewięć przechwytów, sześć bloków, 17 zbiórek ofensywnych, 35 zbiórek defensywnych oraz 27 fauli i 32 straty. Na parkietach senegalskich, Correia grała przez 233 minuty.

## Statystyki z Mistrzostw Afryki
| Rok  | Reprezentacja                 | M | MPG  | FG%   | 3P%   | FT%   | RPG  | APG | SPG | BPG | PPG  |
| ---- | ----------------------------- | - | ---- | ----- | ----- | ----- | ---- | --- | --- | --- | ---- |
| 2005 | Republika Zielonego Przylądka | 5 | 29,2 | 39,1% | 0%    | 57,1% | 10,6 | 1,4 | 1,6 | 1,4 | 12,4 |
| 2007 | Republika Zielonego Przylądka | 7 | 33,3 | 51,5% | 33,3% | 63,2% | 7,4  | 2,6 | 1,3 | 0,9 | 18,1 |